# 역기능가정

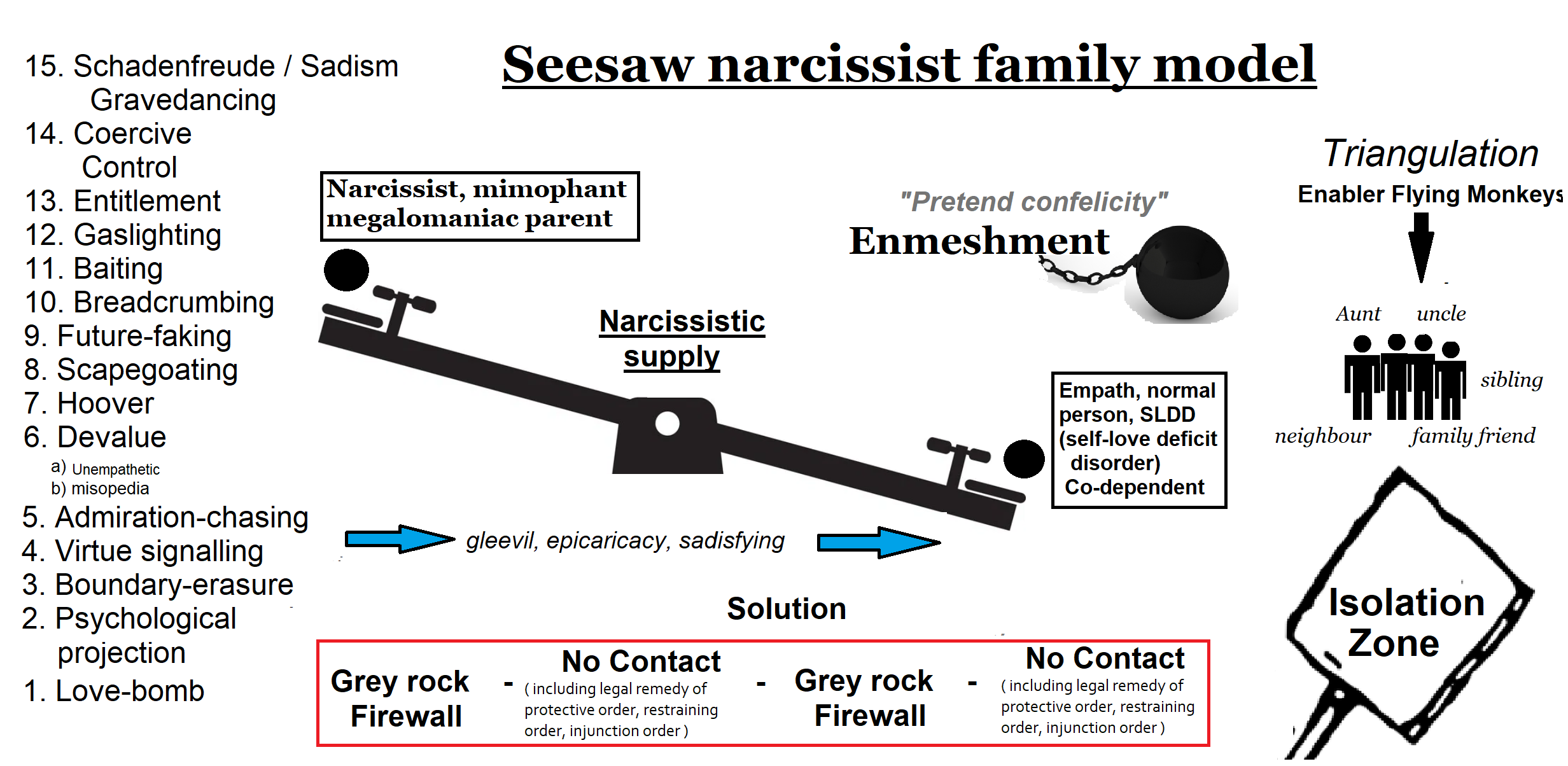

역기능가정(逆機能家庭, Dysfunctional family)는 부모의 갈등, 부정, 자녀 방임, 방관이나 학대가 지속적이고 정기적으로 일어나며, 다른 가족 구성원들에게 이러한 행동들을 수용하게 만드는 가족을 말한다. 역기능가정에서 자란 아이들은 이러한 상황들이 정상적이라고 이해하면서 자란다. 역기능가정은 부모라는 두 성인에 의해 초래된 것으로, 한쪽은 전형적으로 학대를 과도하게 자행하는 사람이고, 다른 한쪽은 공의존자(codenpendent)이다. 혹은 마약이나 알코올 중독(addiction)이거나 치료받지 못한 정신질환을 가지고 있을 수 있다. 역기능부모(Dysfunctional parents)들은 자신들의 역기능부모들을 모방하거나 부모의 행동으로부터 과잉교정(over-correct, 문제 행동을 오히려 과도하게 반복함으로써 문제 행동에 대해 지치거나 질려버려서 문제 행동을 하지 않게 되는 것)될 수 있다. 몇몇 경우 부모 중 지배적인 성향의 한쪽이 자녀들을 학대하거나 방임하며 다른쪽 부모는 반대하지 않을 것이며 아이들에게 책임지도록 오도하게 된다.

## 개념과 역사적 맥락
역기능가정에는 부모가 별거나 이혼 직전에 있다는 신념이 흔히 존재한다. 몇몇 사례에선 그럴 수 있으나, 실제론 부모의 결점이 서로를 보완하고 있기에 결혼 유대가 매우 강하다. 한마디로 이들은 아무데도 가지 않는다. 그렇다고 해서 가족 상황이 안정적이라는 것은 아니다. 전근, 실업, 불완전고용/비정규직, 신체 질환, 정신 질환, 자연 재해 등의 스트레스 요인들은, 기존에 존재하던 갈등이 더 악화되게 하여 아동들에게 더 심각한 영향을 끼친다.
역기능가정은 사회적, 재정적, 지적 상태와는 상관없이 사회 어느 지층에든 모두 존재한다. 그럼에도 최근 수십년동안 심리치료사, 사회복지사, 교사, 카운셀러, 성직자 등의 전문가들은 역기능가정, 특히 중산층과 상위 계층의 역기능가정에 대해 심각하게 고려하지 않았다. 가정에 대한 어떤 간섭이라도 결혼의 신성성을 침범하고 이혼율을 증가시킨다는 인식으로 인해, 당시 사회에서 역기능가정이란 개념은 수용되지 못하였다. 역사적으로 역기능가정의 아이들은 부모(결국엔 아버지)에게 복종하고 여러 상황을 혼자서 대처하도록 자랐다.

## 사례
역기능가정의 가족구성원들은 가정구조 안에서 경험하게 되는 것들로 인하여 빚어진 일반적인 특징과 행동패턴(behavior patterns)을 가지고 있다. 이로 인하여 조장(enabling)이나 영구화(perpetuation)를 통하여 역기능적 행동(dysfunctional behavior)이 강화된다. 가족단위는 다양한 요소들로부터 영향을 받을 수 있다.

### 일반적인 특징

#### (1) 거의 대다수가 보이는 특징
몇몇 특성은 역기능가정 대부분에게서 보인다.
- 공감과 이해의 부족, 가족구성원에 대한 민감성(sensitivity) 편차 : 특정 가족구성원에게는 반응하지 않지만, 자신이 실제로 가지고 있거나 자기 이외 타인이 바라는 특별한 욕구를 가지고 있는 가족구성원에게는 극단적인 공감이나 양보를 보임, 즉 한 가족구성원은 끊임없이 그들이 받아야 할 것보다 더 많은 것을 받는 반면에 다른 사람은 소외화됨
- 부정(denial) : 학대라는 사실을 알아차리는 것을 부정함, 상황이 정상이라거나 유익하다고 믿을 수 있음, "방 안에 있는 코끼리(elephant in the room)"라고도 알려짐
- 자아의 바운더리가 충분히 형성되지 못하거나 실종됨 : 타인으로부터 안 좋은 대우를 참는 것, 타인이 자신에게 대하는 태도에 있어서 무엇이 수용될 수 있고 수용되지 못하는 지를 표현하지 못함, 신체적·정신적·성적 학대를 참게 됨
- 타인의 바운더리에 대하여서 존중하지 않음 : 다른 사람들이 싫어하는 신체 접촉을 하는 것, 정당한 이유 없이 중요한 약속을 깨는 것, 타인이 표현한 바운더리를 의도적으로 침범하는 것
- 갈등 상황에서의 극단적인 행동 : 가족구성원 사이에서 너무 많이 싸우거나 평화로운 논쟁이 되지 않는 것
- 출생 순서, 성별(gender), 나이, 가족역할(엄마, 아빠 등등), 능력, 인종, 신분 등으로 인하여, 한 명 이상의 가족구성원이 불평등하거나 불공정한 대우를 받게 되는 것 : 다른 이를 희생하여 한 가족구성원에게 자주 양보하는 것, 혹은 불균등하거나 모순된 규율 강화

#### (2) 경우에 따라 다른 특징
역기능가정 사이에서 흔하지도 않으며 역기능가정에서만 보이는 현상도 아니지만, 아래 특징들은 역기능가정의 전형적인 사례이다.
- 질투나 통제행위(controlling behaviors)가 비정상적으로 높은 수준
- 부부의 상태에 영향받는 갈등
  - 별거나 이혼 부모 사이에서, 늘상 이들의 이별과 관련되어 있거나 이별로부터 발생함
  - 자식 때문에 이혼하지 못하고 사는 부모들의 갈등 : 부모들의 별거나 이혼이 오히려 아이들에 끼치는 해로운 영향을 제거하게 됨, 부모의 이별이 자녀들에게 해를 끼치지만 사례별로 검토되어야 함
  - 부모는 이혼하고 싶어하지만 재정적, 사회적, 종교적, 법적 이유로 그렇지 못함
- 아이들이 가족 안이나 밖에서 집에서 일어난 일들을 얘기하기 꺼려하거나 부모들을 두려워함
- 간통, 난혼(promiscuity), 근친상간 등의 비정상적 성행위
- 함께 보내는 시간이 부족함, 특히 유희활동이나 사교적 일들에 있어서(우리는 가족으로서 아무것도 안 한다)
- 실제론 그렇지 않음에도 부모는 아이들을 공평하고 공정하게 대한다고 주장한다.
- 자녀를 포함한 가족구성원들이 의절하였거나, 한쪽 혹은 양쪽이 다른사람들 앞에서 가족의 모습을 보이길 꺼려함

### 특별사례
많은 사례에서 다음 사례들은 역기능적 상황을 유발한다.
- 시대 상황의 변화나 이질적인 문화에 대처하지 못하는 나이 많은 부모나 이민자 부모
- 자식과 같은 성별의 부모가 자식을 대신하여 부녀관계나 모자관계를 중재하지 못함
- 불화, 반대, 선입견, 반목 등으로 인하여 친가나 외가 친척을 만나지 못하는 아이
- 부모가 항상 분노하는 반항아가 있는 가족에서는, 반항하지 않는 자녀는 자신에게도 불똥이 튈 것을 염려하여 살엄음 걷듯이 조심하게 됨
- 이념이나 신념에 관하여, 가족구성원끼리 단순한 의견불일치를 넘어서 적대감으로까지 번짐(예 : 부모의 신앙에 대한 아이의 반대, 가족들의 반대에도 낙태를 감행함, 국가의 전쟁에 대하여 부모는 지지하지만 자녀는 반대함)

### 론드리 리스트
론드리 리스트(Laundry List)는 알코올 의존증 환자 가족의 성인아이(Adult Children of Alcoholics) 프로그램의 핵심 자료이다. 알코올 의존증 가족이나 역기능 가족의 성인아이 특성 14가지로 구성되어 있다.

1. 우리는 인정을 구하는 사람이 되었으며 그 과정에서 우리는 정체성을 잃었다.

2. 우리는 분노한 사람과 사적 비판으로 겁먹었다.

3. 우리는 알코올 의존증이 되거나 알코올 의존증 환자와 결혼하거나 두 가지 다 해당한다. 혹은 우리는 우리의 기괴한 유기욕구(sick abandonment needs)를 달성하기 위하여 일중독자(workholic)과 같은 강박성격(compulsive personality) 소유자를 찾아 나선다.

4. 우리는 피해자 관점에서 삶을 살며, 우리의 사랑과 우정 관계에서 바로 그 약함에 이끌린다.

5. 우리는 책임감을 과도하게 짊어지고, 우리는 자신보다는 다른 사람들에게 더 관심 갖는다. 이는 우리가 너무 가깝게 자기 결점을 보지 않도록 조장(enable)한다.

6. 우리는 타인에게 굴복하는 대신에 자신을 옹호할 때 죄책감을 갖는다.

7. 우리는 신나는 일에 중독되었다.

8. 우리는 사랑과 연민을 혼동하고 우리가 연민하고 구조해 줄 수 있는 사람을 사랑한다.

9. 우리는 트라우마적인 유년기부터 우리 감정을 숨겨왔으며 너무 아파서 우리는 감정을 느끼거나 표현할 능력을 잃어버렸다.(부정 denial)

10. 우리는 스스로를 가혹하게 판단하고 자존감이 매우 낮다.

11. 우리는 의존성 성격(dependent personality)으로서 버려지는 것이 두려우며 고통스러운 유기 감정(abandonment feelings)을 경험하지 않기 위해 관계에 의존한다. 유기 감정은 정서적으로 우리를 위하여 같이 있어주지 못한 아픈 사람과의 생활에서 얻은 것이다.(유기공포 fear of abandonment)

12. 알코올 의존증은 가족 질병이며 우리는 준 알코올 의존증 환자(para-alcoholic)가 되었다. 또한 우리는 음주를 계속하지 않아도 알코올 의존증 성격을 띠게 된다.

13. 준 알코올 의존증은 행위자(actor)라기보다 반응자(reactor)이다.

## 양육

### 건강치 못한 신호
가족의 역기능화를 유발하는 건강치 못한 부모의 양육 신호는 다음과 같다.
- 비현실적 기대
- 조롱
- 조건적 사랑
- 존중감 결여, 특히 모욕
- 감정 불관용 : 가족 사이에서 틀린 것이라고 인식되는 감정을 표현하지 못함
- 사회적 역기능 혹은 고립 : 다른 가족들에게 접근하려 하지 않는 부모, 특히 같은 성별이거나 비슷한 또래 아이들이 있는 가족, 혹은 친구 없는 아이를 위해 아무것도 도와주지 않음
- 말하는 것이 억제됨 : 아이가 권위자에게 반대 의견을 표출하거나 질문을 던지지 못함
- 내면의 삶(inner life)에 대한 억제 : 아이가 자기만의 가치체계를 발달시키지 못함
- 과소보호 혹은 과잉보호
- 무관심 : 난 신경 안 써!
- 과소평가 : 넌 아무것도 옳은 일을 못해!
- 수치심 : 부끄러운줄 알아!
- 비꼼 : 말할 내용에 상관 없이 비꼬는 목소리로 말함
- 위선 : 내가 말한 대로 하라, 내가 하는 대로 하지 말고.
- 작은 실수나 사고에 대한 용서가 부족함
- 판단적인 표현이나 악마화(demonization) : 넌 악마야!
- 비판이 거의 없거나 과도함 : 전문가들은 8-90%의 칭찬, 1-20%의 건설적 비판이 가장 건강하다고 함
- 이중 가치체계를 통해 이중 기준이나 혼합된 메시지를 전달함 : 하나는 외부용 다른 하나는 사적인 것, 혹은 아이마다 다른 가치를 가르침
- 존재감 없는 부모(absentee parent) : 과도한 업무, 알코올 혹은 약물 남용, 도박, 기타 중독으로 아이에게 유용하지 못한 부모
- 프로젝트, 활동, 약속 불이행으로 아이에게 악영향을 줌 : 우리 이거 나중에 하자.
- 자녀의 물건을 다른 자녀에게 줌
- 성 선입견 : 한 성별의 자녀는 공평하게 다른 성별 자녀에겐 불공평하게 대함
- 성에 대한 논의와 노출 : 너무 많거나 너무 빠르거나 너무 없거나 너무 늦거나
- 규율이 아니라 감정이나 가족 내 정치에 기반한 잘못된 훈육 : 부모가 놀라서 아이를 처벌함
- 약물남용, 성격장애(personal disorder), 스트레스로 인한 예기치 못한 감정 상태
- 다른 자녀가 잘못된 행동을 이르거나 학교 선생님이 아이의 문제를 알려줬음에도, 그 자녀를 항상 감싸고 돌구나 전혀 지켜주지 않음
- 희생양 : 다른 자녀의 실수때문에 또다른 한 자녀를 고의로 혹은 매섭게 꾸짖음
- 아이의 문제에 대한 터널 시야(tunnel vision) 진단 : 아이가 병으로 학교에 빠져서 학교에서 뒤쳐졌음에도, 부모는 아이를 게으르거나 학습 방애가 있다고 생각함
- 나이나 성숙도 차이에 따라, 손위형제자매가 손아래형제자매에 대한 과도한 권위를 물려받았거나 전혀 권위가 없음
- 문화적으로도 수용되고 합법적이며 나이에도 알맞는 활동에 아이가 참여하려는 것에 대하여 합의나 승인을  보이지 않음
- 다 안다는 태도 : 아이를 책망할 때 아이의 입장을 고려하려 하지 않거나, 문제에 대한 아이의 의견을 들으려 하지 않음
- 아이 나이대에 앞서거나 뒤쳐진 활동에 참가시키려 함 : 학교도 안 들어간 아이에게 전형적인 9살 형을 돌보라고 함, 어린 아이를 데려가서 포커를 함
- 스쿠루지처럼 아이에게 인색하거나, 아이의 욕구를 충족시켜주지 않음 : 은퇴 자금 마련이나 무언가 중요한 일을 하기 위하여 아버지가 돈을 아끼면서 아들에게 자전거를 사주지 않음
- 아이의 타고난 기질과 양육에 대하여 반대함 : 잘못된 부모의 양육 또는 환경이 진정한 원인임에도, 부모가 아이의 생물학적 혹은 비생물학적 유전 요소로 인하여 타고난 문제들을 꾸짖음. 아이의 개인적인 기질로 몰아간다.

## 아이
이혼이나 별거와는 달리, 역기능적이지만 온전한 가족에 대한 기록은 없다. 그 결과 이런 아이의 친구, 친척, 교사들은 이 상황에 대해 전혀 알지 못한다. 게다가 아이는 가족의 역기능에 대해 억울하게 책임지게 되고 아이의 부모가 이별하는 것보다도 더욱 큰 스트레스를 받게 된다.

### 여섯가지 기본 역할
,역기능적 가족 내에서 자란 아이들은 다음 여섯가지 기본 역할 중에 하나 이상을 취하는 것으로 알려져 왔다.

1. 사랑받는 아이(Golden Child), 영웅(Hero), 슈퍼키드(Superkid) : 가정 바깥에서 공부나 운동 등을 통해 출세하거나 성공한 사람, 이를 통해 역기능가정 환경을 벗어나고, 스스로를 역기능가정 내에서의 역할로부터 벗어나게 하며, 부모에게 아첨하거나 가족구성원의 비판으로주터 스스로를 보호함
2. 문제아(Problem Child), 반항아(Rebel), 진실을 말하는 사람(Truth Teller), 희생양(Scapegoat) : 아이는 가족역기능의 원인이 되는 문제를 일으키거나 가족역기능이 이미 있는 상황에서 아이는 이에 반응하여 드러내보이는 것, 후자의 경우, 유사한 실수 유형을 보이는 다른 구성원에게 쏠린 관심을 분산시키려고 하는 것
- 다양한 문제아들은 희생양에 속하지만, 오히려 문제아가 가족 내에서 유일하게 정서적으로 안정되어 있는 경우도 있음, 그럼에도 가족 내 타인들에 의해 정당하지 못하게 희생양을 맡기도 하거나 구성원의 개별적 집합적 역기능에 대하여서 책임지기도 함

3. 돌보는 아이(Caretaker) : 가족의 정서적 웰빙에 대란 책임을 지는 사람, 부모 역할을 자처하기도 함, 가정 내에서 '사랑받는 아이'의 대응자이기도 함
4. 잃어버린 아이(Lost Child), 수동적인 아이(Passive Kid) : 눈에 잘 안 띄고 내성적이며 조용한 사람, 욕구가 무시되거나 감춰짐
5. 마스코트(Mascot), 가족광대(Family Clown) : 역기능가족 체계가 확대되는 것으로부터 관심을 돌리기 위해서 익살을 부림
6. 지휘자(Mastermind) : 원하는 걸 얻기 위해 다른 가족구성원의 실수를 이용하는 기회주의자, 어른의 타협 대상

### 아이에게 끼치는 영향
역기능가정의 아이는 그 당시 혹은 자라나면서 다음과 같은 특징을 보인다.
- 잘 놀거나 어린애다운 모습이 부족하며, 조숙하거나 역으로 미숙하게 되거나 혼합되기도 함(올바르게 행동하지만 자기 스스로를 돌보지 못함)
- 우울, 불안, 자살 고려 등의 심각한 정신 건강 문제, 약물, 담배, 알코올 중독에 걸리기 쉬우며 특히 부모나 친구가 그럴 경우 더 가능성 높음
- 타인을 괴롭히거나 희롱하며 혹은 그 피해자가 되기도 함, 상황에 따라 두 가지 상반된 역할을 맡기도 함
- 가족 상황의 엄격함에 따라 자기부정이나 억제(denial)를 함
- 특정 가족구성원에게 애증 섞인 감정을 가짐
- 성폭력 가해자나 소아성애자가 됨
- 수줍음이나 서투름, 성격장애로 인하여 동년배와 건강한 관계 맺기가 어려움. 혹은 그런 정동으로 인해 또래집단으로부터 배척, 배제당한다.
- 혼자서 TV를 보거나 비디오게임을 하거나 인터넷을 하거나 음악을 듣거나 대면하는 대인관계가 거의 없는 활동들을 하는 것에 시간을 지나치게 많이 씀
- 분노, 불안, 우울, 고립, 사랑받지 못함을 느낀다.
- 정서적 학대로 인하여 언어장애(speech disorder)가 있다.
- 타인을 불신하거나 편집증(paranoia)이 있다.
- 비행청소년이 되어서 학교를 중퇴하거나 하여 범죄세계로 뛰어든다. 폭력조직 일원이 되기도 한다.
- 학교에서 공부를 열심히 하거나 생각지도 못하게 학습활동이 저조해진다.
- 감정표현에 어려움이 있어서 자존감이 낮거나 자아상이 나쁘다.
- 부모의 권위에 반항하거나 역으로 동년배의 압박에도 부모의 가치관을 유지하거나, 혹은 아무도 기분좋게 해주지 않는다는 불가능한 중간 영역을 취하려 한다.
- 유년기의 결핍을 보상하기 위하여 자기만을 생각한다. 여전히 자기애(self-love)의 균형을 알아가고 있는 중이기 때문이다.
- 부모가 없으면 자제력(self-discipline)이 떨어진다. 강박성 소비, 일을 미루는 것이 심각하여 마감일에서야 제출하는 버릇(친숙하지 않고 엉망이며 게으르거나 피할 수 있는 현실세계의 영향 vs 잘 알고 있고 실체가 분명하며 엄격하게 부과된 부모의 영향)
- 어렸을 때 (학대할 가능성도 있는) 배우자나 파트너를 찾거나 집에서 도망간다.
- 임신하거나 사생아의 부모가 된다.
- 가족은 부유하거나 중산층임에도 가난하거나 노숙자가 될 수 있다.
- 배우자, 파트너, 자녀, 친구 없이 은둔자 라이프스타일을 산다.
- 자기파괴적이거나 자아손상적인 행동을 한다.
- 집에서 못받은 인정을 받기 위해 사이비종교에 빠지고나, 최소한 이전에 배웠던 것과는 다른 철학적 종교적 신념을 갖게 된다.
- 어린 성인으로서 특정 가족구성원과 완전히 떨어져 지내거나 친척과 더 많은 시간을 보낸다.
- 다른 관계에서, 특히 자녀와의 관계에서 역기능적 행동들을 반복한다.

## 역동
연합(Coalitions)은 매우 엄격한 바운더리를 가진 가족 내 하위체계(subsystems)이고, 가정의 역기능을 보여주는 신호로 간주한다.
- 가족구성원의 고립 : 아이나 부모 중 한명이 나머지 가족들로부터 고립됨
- 부모 간 대립 : 어른들 사이에 잦은 싸움이 발생하여 결혼했거나 이혼했거나 별거했든지 상관없이 아이들로부터 법적으로 격리됨
- 양극단적 가족 : 부모 한 명과 한 명 이상 아이가 대치상황에 있음
- 부모 대 자식 : 세대간 갈등, 세대차 혹은 문화충격 역기능
- 다분열 가족(The balkanized family) : 동맹관계가 쉼없이 변하는 발칸반도(the Balkans) 3자 전쟁에서 따옴
- 무한경쟁 : 선택지가 제한되어 있으면 양극단적이 되긴 하지만, 가족들끼리 서로 난투하게 됨

## 같이 보기
- 공의존
- 부정 (심리학)
- 성인아이
- 인에이블링 (심리학)
- 중독(탐닉)